# Championnat de France de hockey sur glace 2006-2007
Saison précédente Saison suivante
La saison 2006 - 2007 est la 86e saison du championnat de France de hockey sur glace élite qui porte le nom de Ligue Magnus.

## Ligue Magnus

### Équipes engagées
| Amiens Angers Anglet Briançon Caen Chamonix Dijon Épinal Grenoble Mont-Blanc Morzine Rouen Strasbourg Villard |

Elles sont au nombre de quatorze :
- Gothiques d'Amiens
- Ducs d'Angers
- Orques d'Anglet
- Diables rouges de Briançon
- Drakkars de Caen
- Chamois de Chamonix
- Ducs de Dijon
- Dauphins d'Épinal
- Brûleurs de loups de Grenoble
- Avalanche Mont-Blanc
- Pingouins de Morzine
- Dragons de Rouen
- Étoile noire de Strasbourg
- Ours de Villard-de-Lans

Rouen est le champion en titre et Strasbourg, champion en titre de division 1 est promu.
Les équipes des Gothiques d'Amiens et des Ducs de Dijon, ayant présenté des justificatifs en retard, sont pénalisées respectivement de 6 et 9 points pour la 1re phase.

### Formule de la saison
- Phase 1 : Les équipes se rencontrent en simple aller-retour. Un classement de 1 à 14 est établi.
- Séries éliminatoires (play off) : Les équipes classées de 1 à 4 sont qualifiées directement pour les quarts de finale. Les équipes classées de 5 à 12 disputent les huitièmes de finale : 5-12 / 6-11 / 7-10 / 8-9. Les équipes se rencontrent au meilleur des 3 matchs (huitièmes) et 5 matchs (à partir des quarts de finale).
- Poule de maintien : Les équipes classées 13 et 14 se rencontrent au meilleur des 7 matchs. L’équipe perdante est rétrogradée en Division 1, l’équipe gagnante dispute un barrage avec l’équipe classée deuxième de D1 A en match aller – retour.

### Résultats

#### Saison régulière
|     | équipe                        | Joué | V. | Vp. | N. | Pp. | P. | Pts     | Bp  | Bc  | Diff |
| --- | ----------------------------- | ---- | -- | --- | -- | --- | -- | ------- | --- | --- | ---- |
| 1er | Pingouins de Morzine          | 26   | 17 | 5   | 0  | 1   | 3  | 45      | 114 | 80  | +34  |
| 2e  | Brûleurs de loups de Grenoble | 26   | 17 | 2   | 1  | 4   | 2  | 43      | 112 | 63  | +49  |
| 3e  | Briançon                      | 26   | 20 | 1   | 0  | 1   | 4  | 43      | 140 | 67  | +73  |
| 4e  | Dragons de Rouen              | 26   | 17 | 3   | 1  | 0   | 5  | 41      | 146 | 77  | +69  |
| 5e  | Ducs d'Angers                 | 26   | 11 | 3   | 0  | 1   | 10 | 31      | 105 | 94  | +11  |
| 6e  | Gothiques d'Amiens            | 26   | 16 | 0   | 1  | 1   | 8  | 28 (-6) | 106 | 97  | +9   |
| 7e  | Chamois de Chamonix           | 26   | 10 | 0   | 2  | 1   | 13 | 23      | 90  | 99  | -9   |
| 8e  | Ours de Villard-de-Lans       | 26   | 9  | 0   | 0  | 1   | 16 | 19      | 96  | 117 | -21  |
| 9e  | Avalanche Mont-Blanc          | 26   | 6  | 1   | 1  | 4   | 14 | 19      | 70  | 108 | -38  |
| 10e | Dauphins d'Épinal             | 26   | 8  | 0   | 0  | 2   | 16 | 18      | 94  | 112 | -18  |
| 11e | Drakkars de Caen              | 26   | 6  | 1   | 1  | 3   | 15 | 18      | 63  | 101 | -38  |
| 12e | Étoile noire de Strasbourg    | 26   | 6  | 2   | 1  | 1   | 16 | 18      | 89  | 110 | -21  |
| 13e | Ducs de Dijon                 | 26   | 7  | 3   | 1  | 1   | 14 | 13 (-9) | 85  | 109 | -24  |
| 14e | Orques d'Anglet               | 26   | 5  | 0   | 1  | 0   | 20 | 11      | 64  | 140 | -76  |

- Amiens a écopé d'une pénalité de 6 points.
- Dijon a écopé d'une pénalité de 9 points.

### Séries éliminatoires

#### Tableau
|  | Premier tour | Premier tour               | Premier tour                  |                         |   | Quart de finale | Quart de finale | Quart de finale |  |   | Demi-finales                  | Demi-finales | Demi-finales |  |   | Finale               | Finale | Finale |
|  |              |                            |                               |                         |   |                 |                 |                 |  |   |                               |              |              |  |   |                      |        |        |
|  |              |                            |                               |                         |   |                 |                 |                 |  |   |                               |              |              |  |   |                      |        |        |
|  |              | 1                          | Pingouins de Morzine          | 3                       |   |                 |                 |                 |  |   |                               |              |              |  |   |                      |        |        |
|  |              |                            |                               | 3                       |   |                 |                 |                 |  |   |                               |              |              |  |   |                      |        |        |
|  |              |                            | 8                             | Ours de Villard-de-Lans | 1 |                 |                 |                 |  |   |                               |              |              |  |   |                      |        |        |
|  | 8            | Ours de Villard-de-Lans    | 8                             | Ours de Villard-de-Lans | 1 | 2               |                 |                 |  |   |                               |              |              |  |   |                      |        |        |
|  | 8            | Ours de Villard-de-Lans    |                               |                         |   | 2               |                 |                 |  |   |                               |              |              |  |   |                      |        |        |
|  | 9            | Avalanche Mont-Blanc       | 0                             |                         |   |                 |                 |                 |  |   |                               |              |              |  |   |                      |        |        |
|  | 9            | Avalanche Mont-Blanc       | 0                             |                         |   |                 |                 |                 |  | 1 | Pingouins de Morzine          | 3            |              |  |   |                      |        |        |
|  |              |                            |                               |                         |   |                 |                 |                 |  | 1 | Pingouins de Morzine          | 3            |              |  |   |                      |        |        |
|  |              | 4                          | Dragons de Rouen              | 1                       |   |                 |                 |                 |  |   |                               |              |              |  |   |                      |        |        |
|  |              | 4                          | Dragons de Rouen              | 1                       |   |                 |                 |                 |  |   |                               |              |              |  |   |                      |        |        |
|  |              |                            |                               |                         |   |                 |                 |                 |  |   |                               |              |              |  |   |                      |        |        |
|  |              |                            |                               |                         |   |                 |                 |                 |  |   |                               |              |              |  |   |                      |        |        |
|  |              | 4                          | Dragons de Rouen              | 3                       |   |                 |                 |                 |  |   |                               |              |              |  |   |                      |        |        |
|  |              |                            |                               | 3                       |   |                 |                 |                 |  |   |                               |              |              |  |   |                      |        |        |
|  |              |                            | 5                             | Ducs d'Angers           | 1 |                 |                 |                 |  |   |                               |              |              |  |   |                      |        |        |
|  | 5            | Ducs d'Angers              | 5                             | Ducs d'Angers           | 1 | 2               |                 |                 |  |   |                               |              |              |  |   |                      |        |        |
|  | 5            | Ducs d'Angers              |                               |                         |   | 2               |                 |                 |  |   |                               |              |              |  |   |                      |        |        |
|  | 12           | Étoile noire de Strasbourg | 0                             |                         |   |                 |                 |                 |  |   |                               |              |              |  |   |                      |        |        |
|  | 12           | Étoile noire de Strasbourg | 0                             |                         |   |                 |                 |                 |  |   |                               |              |              |  | 1 | Pingouins de Morzine | 1      |        |
|  |              |                            |                               |                         |   |                 |                 |                 |  |   |                               |              |              |  | 1 | Pingouins de Morzine | 1      |        |
|  |              | 2                          | Brûleurs de loups de Grenoble | 3                       |   |                 |                 |                 |  |   |                               |              |              |  |   |                      |        |        |
|  |              | 2                          | Brûleurs de loups de Grenoble | 3                       |   |                 |                 |                 |  |   |                               |              |              |  |   |                      |        |        |
|  |              |                            |                               |                         |   |                 |                 |                 |  |   |                               |              |              |  |   |                      |        |        |
|  |              |                            |                               |                         |   |                 |                 |                 |  |   |                               |              |              |  |   |                      |        |        |
|  |              | 2                          | Brûleurs de loups de Grenoble | 3                       |   |                 |                 |                 |  |   |                               |              |              |  |   |                      |        |        |
|  |              |                            |                               | 3                       |   |                 |                 |                 |  |   |                               |              |              |  |   |                      |        |        |
|  |              |                            | 7                             | Chamois de Chamonix     | 0 |                 |                 |                 |  |   |                               |              |              |  |   |                      |        |        |
|  | 7            | Chamois de Chamonix        | 7                             | Chamois de Chamonix     | 0 | 2               |                 |                 |  |   |                               |              |              |  |   |                      |        |        |
|  | 7            | Chamois de Chamonix        |                               |                         |   | 2               |                 |                 |  |   |                               |              |              |  |   |                      |        |        |
|  | 10           | Dauphins d'Épinal          | 0                             |                         |   |                 |                 |                 |  |   |                               |              |              |  |   |                      |        |        |
|  | 10           | Dauphins d'Épinal          | 0                             |                         |   |                 |                 |                 |  | 2 | Brûleurs de loups de Grenoble | 3            |              |  |   |                      |        |        |
|  |              |                            |                               |                         |   |                 |                 |                 |  | 2 | Brûleurs de loups de Grenoble | 3            |              |  |   |                      |        |        |
|  |              | 3                          | Diables Rouges de Briançon    | 2                       |   |                 |                 |                 |  |   |                               |              |              |  |   |                      |        |        |
|  |              | 3                          | Diables Rouges de Briançon    | 2                       |   |                 |                 |                 |  |   |                               |              |              |  |   |                      |        |        |
|  |              |                            |                               |                         |   |                 |                 |                 |  |   |                               |              |              |  |   |                      |        |        |
|  |              |                            |                               |                         |   |                 |                 |                 |  |   |                               |              |              |  |   |                      |        |        |
|  |              | 3                          | Diables Rouges de Briançon    | 3                       |   |                 |                 |                 |  |   |                               |              |              |  |   |                      |        |        |
|  |              |                            |                               | 3                       |   |                 |                 |                 |  |   |                               |              |              |  |   |                      |        |        |
|  |              |                            | 6                             | Gothiques d'Amiens      | 0 |                 |                 |                 |  |   |                               |              |              |  |   |                      |        |        |
|  | 6            | Gothiques d'Amiens         | 6                             | Gothiques d'Amiens      | 0 | 2               |                 |                 |  |   |                               |              |              |  |   |                      |        |        |
|  | 6            | Gothiques d'Amiens         |                               |                         |   | 2               |                 |                 |  |   |                               |              |              |  |   |                      |        |        |
|  | 11           | Drakkars de Caen           | 0                             |                         |   |                 |                 |                 |  |   |                               |              |              |  |   |                      |        |        |

### Bilan de la saison
- Grenoble devient champion de France et remporte sa cinquième coupe Magnus, après 9 ans sans titre.
- Morzine-Avoriaz accède pour la première fois à la finale de la Ligue Magnus.

### Effectif champion
| Vainqueurs de la Ligue Magnus Brûleurs de loups de Grenoble | Gardiens de but : Eddy Ferhi, Frédéric Dorthe Défenseurs : Baptiste Amar (A), Nicolas Antonoff, Simon Bachelet, Jean-François Bonnard (A), Kevin Hecquefeuille, Antonin Manavian, Martin Millerioux, Nicolas Prophette, Luc Tanésie, Teddy Trabichet, Viktor Wallin, Brad Woods Attaquants : Benoît Bachelet (C), Luděk Brož (cs), Quentin Garcia, Roger Jönsson, Jimmy Lindström, Martin Máša (en), Joan Montesinos, Cyril Papa, Martin Paquet, Christophe Tartari, Sacha Treille, Patrik Valčák Entraîneur en chef : Gérald Guennelon Entraîneur adjoint : Patrick Rolland |

### Récompenses
- Meilleur compteur (trophée Charles-Ramsay) : Marc-André Thinel (Rouen)
- Meilleur joueur français (trophée Albert-Hassler) : Jonathan Zwikel (Morzine-Avoriaz)
- Meilleur espoir (trophée Jean-Pierre-Graff) : Sacha Treille (Grenoble)
- Meilleur gardien (trophée Jean-Ferrand) : Eddy Ferhi (Grenoble)
- Meilleur arbitre : Marc Mendlowictz / Frédéric Bachelet
- Meilleur entraîneur : Stéphane Gros (Morzine-Avoriaz)
- Équipe la plus fair-play (trophée Marcel-Claret) : Chamonix

## Division 1
La saison 2006-2007 est la 35e saison du championnat de France de hockey sur glace première division, antichambre de la Ligue Magnus. Cette saison, le championnat porte le nom de Division 1.

### Clubs de la Division 1 2006-2007
Poule nord
- Les Galaxiens d'Amnéville
- Les Jokers de Cergy
- Les Coqs de Courbevoie
- Les Corsaires de Dunkerque
- Les Chiefs de Garges-lès-Gonesse
- Les Anges du Vésinet
- Les Bisons de Neuilly-sur-Marne
- Les Jets de Viry-Châtillon

Poule sud
- Les Chevaliers du Lac d'Annecy
- Les Castors d'Avignon
- Les Boxers de Bordeaux
- Les Rapaces de Gap
- Les Taureaux de Feu de Limoges
- Les Vipers de Montpellier
- Les Diables Noirs de Tours
- Les Lynx de Valence

### Première Phase - Poule Nord

#### Scores
| Équipes    | Amnéville | Cergy | Courbevoie | Dunkerque | Garges | Le Vésinet | Neuilly | Viry |
| ---------- | --------- | ----- | ---------- | --------- | ------ | ---------- | ------- | ---- |
| Amnéville  |           | 6–3   | 4–5        | 10–0      | 2–3    | 4–6        | 2–2     | 7–4  |
| Cergy      | 2–3       |       | 3–1        | 5–4       | 4–2    | 4–4        | 3–2     | 1–1  |
| Courbevoie | 5–4       | 12–7  |            | 8–2       | 6–3    | 5–3        | 2–3     | 6–2  |
| Dunkerque  | 1–4       | 2–1   | 5–8        |           | 5–3    | 4–5        | 1–3     | 3–4  |
| Garges     | 3–4       | 6–1   | 5–8        | 5–2       |        | 2–3        | 5–4     | 3–1  |
| Le Vésinet | 2–5       | 2–3   | 3–4        | 4–3       | 4–6    |            | 5–5     | 4–1  |
| Neuilly    | 9–5       | 6–4   | 1–7        | 5–3       | 3–2    | 2–3        |         | 3–0  |
| Viry       | 2–5       | 5–3   | 3–4        | 3–0       | 1–3    | 1–5        | 2–4     |      |

#### Classement
| # | Club                              | Joués | V  | N | D  | Bp - Bc | +/- | Points |
| - | --------------------------------- | ----- | -- | - | -- | ------- | --- | ------ |
| 1 | Les Coqs de Courbevoie            | 14    | 12 | 0 | 2  | 81 - 48 | +33 | 24     |
| 2 | Les Bisons de Neuilly-sur-Marne   | 14    | 8  | 2 | 4  | 52 - 44 | +8  | 18     |
| 3 | Les Galaxiens d'Amnéville         | 14    | 8  | 1 | 5  | 65 - 47 | +18 | 17     |
| 4 | Les Anges du Vésinet              | 14    | 7  | 2 | 5  | 53 - 48 | +5  | 16     |
| 5 | Les Chiefs de Garges-lès-Gonnesse | 14    | 7  | 0 | 7  | 51 - 48 | +3  | 14     |
| 6 | Les Jokers de Cergy               | 14    | 5  | 2 | 7  | 44 - 56 | -12 | 12     |
| 7 | Les Jets de Viry                  | 14    | 3  | 1 | 10 | 29 - 51 | -22 | 7      |
| 8 | Les Corsaires de Dunkerque        | 14    | 2  | 0 | 12 | 35 - 68 | -33 | 4      |

Courbevoie, Neuilly-sur-Marne, Amnéville et Le Vésinet accèdent aux play-offs.
Garges, Cergy, Viry et Dunkerque sont contraints de jouer les play-downs.

#### Meilleurs pointeurs
Nota : PJ = parties jouées, B = buts, A = assistances, Pts = points, Pun = Minutes de pénalité

| #  | Joueur            | Équipe     | PJ | B  | A  | Pts | Pun |
| -- | ----------------- | ---------- | -- | -- | -- | --- | --- |
| 1  | Petr Zambori      | Amnéville  | 13 | 14 | 17 | 31  | 10  |
| 2  | Jan Timko         | Courbevoie | 11 | 11 | 17 | 28  | 28  |
| 3  | Sébastien Laprise | Le Vésinet | 14 | 14 | 11 | 25  | 57  |
| 4  | onathan Paredes   | Amnéville  | 13 | 11 | 12 | 23  | 8   |
| 5  | Ales Skokan       | Courbevoie | 11 | 8  | 13 | 21  | 8   |
| 6  | Jaroslav Sikl     | Garges     | 13 | 9  | 11 | 20  | 32  |
| 7  | Mike Ouellet      | Neuilly    | 14 | 8  | 12 | 20  | 44  |
| 8  | Benoît Paillet    | Le Vésinet | 11 | 6  | 14 | 20  | 24  |
| 9  | Zdenko Sarnovski  | Courbevoie | 10 | 9  | 10 | 19  | 22  |
| 10 | Milan Sejna       | Cergy      | 12 | 9  | 9  | 18  | 20  |
| 10 | Stanislas Mistrik | Courbevoie | 11 | 5  | 13 | 18  | 12  |
| 10 | Fabien Leroy      | Le Vésinet | 14 | 5  | 13 | 18  | 73  |

### Première Phase - Poule Sud

#### Scores
| Équipes     | Annecy | Avignon | Bordeaux | Gap | Limoges | Montpellier | Tours | Valence |
| ----------- | ------ | ------- | -------- | --- | ------- | ----------- | ----- | ------- |
| Annecy      |        | 4–3     | 1–3      | 6–6 | 4–1     | 6–3         | 4–11  | 4–2     |
| Avignon     | 2–2    |         | 6–0      | 1–3 | 3–3     | 2–4         | 1–5   | 3–1     |
| Bordeaux    | 4–2    | 2–3     |          | 7–7 | 4–1     | 7–7         | 2–7   | 1–3     |
| Gap         | 9–1    | 5–3     | 8–4      |     | 4–1     | 4–6         | 4–1   | 5–3     |
| Limoges     | 4–1    | 2–5     | 5–5      | 5–4 |         | 5–5         | 1–5   | 2–3     |
| Montpellier | 7–3    | 4–4     | 4–6      | 1–7 | 2–3     |             | 1–6   | 7–1     |
| Tours       | 3–2    | 5–2     | 9–4      | 4–2 | 7–1     | 4–2         |       | 5–2     |
| Valence     | 6–3    | 5–3     | 2–1      | 3–7 | 4–2     | 2–4         | 1–5   |         |

#### Classement
| # | Club                           | Joués | V  | N | D | Bp - Bc | +/- | Points |
| - | ------------------------------ | ----- | -- | - | - | ------- | --- | ------ |
| 1 | Les Diables Noirs de Tours     | 14    | 13 | 0 | 1 | 77 - 29 | +48 | 26     |
| 2 | Les Rapaces de Gap             | 14    | 9  | 2 | 3 | 75 - 46 | +29 | 20     |
| 3 | Les Vipers de Montpellier      | 14    | 5  | 3 | 6 | 57 - 60 | -3  | 13     |
| 4 | Les Lynx de Valence            | 14    | 6  | 0 | 8 | 38 - 52 | -14 | 12     |
| 5 | Les Castors d'Avignon          | 14    | 4  | 3 | 7 | 41 - 45 | -4  | 11     |
| 6 | Les Boxers de Bordeaux         | 14    | 4  | 3 | 7 | 50 - 65 | -15 | 11     |
| 7 | Les Chevaliers du Lac d'Annecy | 14    | 4  | 2 | 8 | 43 - 64 | -21 | 10     |
| 8 | Les Taureaux de Feu de Limoges | 14    | 3  | 3 | 8 | 36 - 56 | -20 | 9      |

Tours, Gap, Montpellier et Valence accèdent aux play-offs.
Avignon, Bordeaux, Annecy et Limoges sont contraints de jouer les play-downs.

#### Meilleurs pointeurs
Nota: PJ = parties jouées, B = buts, A = assistances, Pts = points, Pun = Minutes de pénalité

| #  | Joueur                | Équipe      | PJ | B  | A  | Pts | Pun |
| -- | --------------------- | ----------- | -- | -- | -- | --- | --- |
| 1  | Jiří Rambousek        | Gap         | 14 | 20 | 21 | 41  | 4   |
| 2  | Domenico Perna        | Tours       | 14 | 18 | 19 | 37  | 8   |
| 3  | Kamil Stasny          | Tours       | 14 | 15 | 17 | 32  | 12  |
| 4  | Franco Subrani        | Tours       | 14 | 9  | 13 | 22  | 8   |
| 5  | Romain Moussier       | Gap         | 14 | 6  | 16 | 22  | 36  |
| 6  | Stéphan Tartari       | Bordeaux    | 14 | 6  | 15 | 21  | 18  |
| 7  | Yannick Riendeau      | Montpellier | 11 | 11 | 8  | 19  | 66  |
| 8  | Yannick Maillot       | Limoges     | 14 | 8  | 10 | 18  | 36  |
| 9  | Jean-Charles Charette | Gap         | 10 | 7  | 11 | 18  | 10  |
| 10 | Nathaniel Jackson     | Gap         | 14 | 12 | 4  | 16  | 36  |
| 10 | Kim Wikstrom          | Montpellier | 14 | 9  | 7  | 16  | 12  |

### Seconde Phase - Play-Off
Les quatre premiers de la Poule Nord rejoignent les quatre premiers de la Poule Sud. Ils se rencontrent en matchs aller et retour (14 matchs). Le premier est promu en Ligue Magnus, le second jouera un match de barrage pour y accéder en affrontant le vainqueur de la Poule de maintien de cette même ligue. Les équipes classées de la 3e à la 8e place joueront l'année prochaine en Division 1.

#### Scores
| Équipes     | Amnéville | Courbevoie | Gap | Le Vésinet | Montpellier | Neuilly | Tours | Valence |
| ----------- | --------- | ---------- | --- | ---------- | ----------- | ------- | ----- | ------- |
| Amnéville   |           | 4–5        | 4–4 | 5–3        | 5–3         | 2–6     | 1–3   | 6–1     |
| Courbevoie  | 3–4       |            | 4–4 | 6–4        | 6–3         | 3–4     | 0–5   | 8–2     |
| Gap         | 7–6       | 3–6        |     | 6–3        | 7–5         | 3–1     | 1–2   | 8–6     |
| Le Vésinet  | 6–7       | 4–4        | 0–8 |            | 3–1         | 3–10    | 0–3   | 1–6     |
| Montpellier | 4–4       | 3–5        | 2–6 | 9–2        |             | 2–3     | 2–3   | 3–5     |
| Neuilly     | 2–3       | 3–3        | 6–4 | 4–0        | 2–2         |         | 2–3   | 6–0     |
| Tours       | 6–0       | 7–2        | 4–2 | 6–6        | 5–0         | 6–2     |       | 8–1     |
| Valence     | 8–8       | 2–3        | 4–5 | 9–2        | 1–4         | 6–4     | 2–2   |         |

#### Classement
| # | Club                            | Joués | V  | N | D  | Bp - Bc | +/- | Points |
| - | ------------------------------- | ----- | -- | - | -- | ------- | --- | ------ |
| 1 | Les Diables Noirs de Tours      | 14    | 12 | 2 | 0  | 63 - 21 | +42 | 26     |
| 2 | Les Rapaces de Gap              | 14    | 8  | 2 | 4  | 68 - 53 | +15 | 18     |
| 3 | Les Coqs de Courbevoie          | 10    | 7  | 3 | 4  | 58 - 52 | +6  | 17     |
| 4 | Les Bisons de Neuilly-sur-Marne | 14    | 7  | 2 | 5  | 55 - 40 | +15 | 16     |
| 5 | Les Galaxiens d'Amnéville       | 14    | 6  | 3 | 5  | 59 - 61 | -2  | 15     |
| 6 | Les Lynx de Valence             | 14    | 4  | 2 | 8  | 53 - 68 | -15 | 10     |
| 7 | Les Vipers de Montpellier       | 14    | 2  | 2 | 10 | 43 - 57 | -14 | 6      |
| 8 | Les Anges du Vésinet            | 14    | 1  | 2 | 11 | 37 - 84 | -47 | 4      |

#### Meilleurs Pointeurs
Note : PJ = parties jouées, B = buts, A = assistances, Pts = points, Pun = Minutes de pénalité

| #  | Joueur           | Équipe     | PJ | B  | A  | Pts | Pun |
| -- | ---------------- | ---------- | -- | -- | -- | --- | --- |
| 1  | Jiri Rambousek   | Gap        | 14 | 19 | 17 | 36  | 4   |
| 2  | Petr Zambori     | Amnéville  | 14 | 21 | 11 | 32  | 28  |
| 3  | Domenico Perna   | Tours      | 14 | 15 | 13 | 28  | 38  |
| 4  | Romain Moussier  | Gap        | 14 | 12 | 15 | 27  | 34  |
| 5  | Lubomir Baranok  | Amnéville  | 14 | 14 | 12 | 26  | 16  |
| 6  | Jan Timko        | Courbevoie | 14 | 10 | 15 | 25  | 38  |
| 7  | Tomas Mysicka    | Neuilly    | 14 | 11 | 11 | 22  | 10  |
| 8  | Zdenko Sarnovski | Courbevoie | 14 | 13 | 8  | 21  | 56  |
| 9  | Mike Ouellet     | Neuilly    | 14 | 12 | 8  | 20  | 16  |
| 10 | Kamil Stasny     | Tours      | 14 | 6  | 14 | 20  | 6   |

### Seconde Phase - Play-Down
Les quatre derniers des deux poules se rejoignent et se rencontrent en matchs aller-retour (14 matchs). Les quatre premiers se maintiennent en Division 1. Le cinquième joue un barrage de maintien face au second de division 2 tandis que les trois derniers sont automatiquement relégués en Division 2.

#### Scores
| Équipes   | Annecy | Avignon | Bordeaux | Cergy | Dunkerque | Garges | Limoges | Viry |
| --------- | ------ | ------- | -------- | ----- | --------- | ------ | ------- | ---- |
| Annecy    |        | 1–1     | 3–4      | 6–3   | 3–2       | 9–3    | 1–0     | 5–5  |
| Avignon   | 5–1    |         | 8–0      | 2–4   | 4–2       | 3–3    | 5–7     | 7–2  |
| Bordeaux  | 8–4    | 5–7     |          | 4–2   | 7–3       | 1–1    | 3–3     | 7–4  |
| Cergy     | 2–3    | 3–4     | 5–3      |       | 4–4       | 3–1    | 3–3     | 3–3  |
| Dunkerque | 5–5    | 0–5     | 1–4      | 3–2   |           | 5–4    | 9–1     | 4–3  |
| Garges    | 2–4    | 2–0     | 4–4      | 7–4   | 6–6       |        | 5–2     | 2–1  |
| Limoges   | 6–3*   | 1–3     | 3–3      | 1–3   | 7–3       | 5–4    |         | 7–2  |
| Viry      | 3–5    | 3–5     | 2–5      | 5–5   | 0–5       | 1–4    | 5–5     |      |

- Limoges-Annecy fut disputé à Annecy, le match prévu ayant été annulé pour une panne de surfaceuse.

#### Classement
| # | Club                              | Joués | V | N | D  | Bp - Bc | +/- | Points |
| - | --------------------------------- | ----- | - | - | -- | ------- | --- | ------ |
| 1 | Les Castors d'Avignon             | 14    | 9 | 2 | 3  | 59 - 34 | +25 | 20     |
| 2 | Les Boxers de Bordeaux            | 14    | 7 | 4 | 3  | 58 - 50 | +8  | 18     |
| 3 | Les Chevaliers du Lac d'Annecy    | 14    | 7 | 3 | 4  | 53 - 49 | +4  | 17     |
| 4 | Les Chiefs de Garges-lès-Gonnesse | 14    | 5 | 4 | 5  | 48 - 48 | 0   | 14     |
| 5 | Les Taureaux de Feu de Limoges    | 14    | 5 | 4 | 5  | 51 - 52 | -1  | 14     |
| 6 | Les Corsaires de Dunkerque        | 14    | 5 | 3 | 6  | 52 - 55 | -3  | 13     |
| 7 | Les Jokers de Cergy               | 14    | 4 | 4 | 6  | 46 - 49 | -3  | 12     |
| 8 | Les Jets de Viry                  | 14    | 0 | 4 | 10 | 39 - 69 | -30 | 4      |

#### Meilleurs Pointeurs
Nota: PJ = parties jouées, B = buts, A = assistances, Pts = points, Pun = Minutes de pénalité

| #  | Joueur                | Équipe    | PJ | B  | A  | Pts | Pun |
| -- | --------------------- | --------- | -- | -- | -- | --- | --- |
| 1  | Stéphan Tartari       | Bordeaux  | 14 | 11 | 15 | 26  | 4   |
| 2  | Jean-François Pointet | Avignon   | 14 | 13 | 10 | 23  | 16  |
| 3  | Raphaël Larrieu       | Bordeaux  | 14 | 9  | 13 | 22  | 6   |
| 4  | Kévin Ledoux          | Viry      | 14 | 11 | 9  | 20  | 34  |
| 5  | Benjamin N'Guyen      | Dunkerque | 14 | 10 | 10 | 20  | 32  |
| 6  | Karl Dewolf           | Dunkerque | 14 | 11 | 8  | 19  | 30  |
| 7  | Jaroslav Sikl         | Garges    | 14 | 8  | 11 | 19  | 48  |
| 8  | Yann Vannienwenhove   | Bordeaux  | 14 | 12 | 6  | 18  | 26  |
| 9  | Juroj Dancsak         | Avignon   | 13 | 10 | 8  | 18  | 38  |
| 10 | François Gauthier     | Bordeaux  | 14 | 5  | 13 | 18  | 58  |

### Barrages de Montée/Relégation

#### Barrage Ligue Magnus / Division 1
| Date       | Match         |
| ---------- | ------------- |
| 14/04/2007 | Gap 0-2 Dijon |
| 21/04/2007 | Dijon 5-2 Gap |

Dijon reste en Ligue Magnus et Gap reste en Division 1.

#### Barrage Division 1 / Division 2
| Date       | Match             |
| ---------- | ----------------- |
| 14/04/2007 | Brest 4-7 Limoges |
| 21/04/2007 | Limoges 7-6 Brest |

Limoges reste en Division 1 et Brest reste en Division 2.

### Bilan de la Saison
- Tours est promu en Ligue Magnus.
- Gap joue le barrage d'accession en Ligue Magnus face à Dijon (défaite : 0-2 , 2-5).
- Limoges joue le barrage de maintien en Division 1 face à Brest (victoire : 7-4 , 7-6).
- Viry, Cergy et Dunkerque sont relégués en Division 2.
- Le relégué de Ligue Magnus, Gap, joue la barrage pour une remontée immédiate, mais échoue face aux Ducs de Dijon.
- Les deux promus de Division 2 ont connu des sorts différents : si Bordeaux se maintient, Tours parvient à retrouver la Ligue Magnus, 2 ans après l'avoir quitté pour des problèmes administratifs et financiers.
- Jiri Rambousek (Gap) finit meilleur pointeur de la saison avec 77 points (39 buts et 38 assistances) pour seulement 8 minutes de pénalité.
- Clément Thomas (Dunkerque) est le joueur le plus sanctionné de la saison avec 264 minutes de pénalités. Il devance Mario Frechette (Garges, 217 minutes), François Gauthier (Bordeaux, 175 minutes), Arnaud Mazzone (Garges, 175 minutes) et Sébastien Laprise (Le Vésinet, 161 minutes).
- Première équipe-type de Division 1 (votes des entraîneurs sur Hockey Archives) : Jérémy Valentin (Valence) ; Christian Gagnon (Neuilly-sur-Marne) - Karl Dewolf (Dunkerque) ; Jiri Rambousek (Gap) - Jan Timko (Courbevoie) - Dominic Perna (Tours).
- Tours est la seule équipe à finir la saison invaincue à domicile.
- Gap est l'équipe la plus prolifique de la saison avec 143 buts. Elle devance Tours (140 buts), Courbevoie (139 buts), Amnéville (124 buts) et Bordeaux (108 buts).
- Viry est l'équipe qui a inscrit le moins de buts dans la saison : 69. Dunkerque et Limoges (87 buts) la suivent dans ce domaine.
- Tours est l'équipe qui a encaissé le moins de buts : 50. Elle devance Avignon (79 buts), Neuilly-sur-Marne (84 buts), Garges (96 buts) et Gap (99 buts).
- Le Vésinet est l'équipe qui a encaissé le plus de buts : 133. Elle devance Dunkerque (123 buts) et Valence (120 buts).
- Dunkerque est l'équipe la plus sanctionnée de la saison avec 1.175 minutes de pénalité. Ensuite, on trouve Garges (1 117 minutes), Le Vésinet (1 085 minutes), Bordeaux (1 027 minutes) et Montpellier (938 minutes).
- Amnéville est l'équipe la moins sanctionnée de l'année : 585 minutes. Derrière, on trouve Cergy (638 minutes) et Valence (644 minutes).
- Cette saison, il y a eu 16 blanchissages. Tours arrive en tête avec 4, suivi d'Avignon et de Neuilly-sur-Marne avec 3.
- En conséquence, c'est Pierre-Olivier Girouard (Tours) qui termine en tête de ce classement avec 4 blanchissages. Il devance Mojmir Bozik (Avignon) avec 3 et Roman Svaty (Neuilly-sur-Marne) avec 2 blanchissages (dont un partagé avec Eddy Persico).
- Le match le plus prolifique de l'année fut Courbevoie-Cergy avec un score final de 12 buts à 7, le 16 décembre 2006.
- Le match le moins prolifique de l'année fut Annecy-Limoges avec un score final de 1 but à 0, le 24 février 2007.
- Le match le plus pénalisé de l'année fut Viry-Garges avec 205 minutes de pénalité ! (112 minutes pour les locaux, 93 pour les visiteurs). À la 42e minute de jeu, une bagarre générale intervient, entraînant l'expulsion de 6 joueurs pour dureté.
- L'équipe de Viry, dont la patinoire a brûlé l'année précédente, a dû jouer tous ses matchs à domicile et ses entraînements dans différentes patinoires de la banlieue parisienne.

## Division 2
- Première phase :

Les équipes sont séparés en 2 poules géographiques (Nord et Sud) et se rencontrent en match aller-retour. Une victoire rapporte 2 points, un match nul 1 point et une défaite 0 point (pas de prolongation).
Un classement est établi dans chaque poule : les équipes classées aux quatre premières places de chaque poule constituent une nouvelle poule dite "Division 2 - Play Off", les équipes classées au-delà de la quatrième place de chaque poule constituent une nouvelle poule dite "Division 2 - Play Down".
- Seconde phase :

Au sein des poules Play Off et Play Down, les équipes se rencontrent en aller-retour (formule championnat) entre clubs issus de poules géographiques différentes.
Les résultats acquis en première phase entre équipes d’une même poule géographique sont validés pour ces nouveaux classements de D2A et D2B. Un classement de 1 à 8 est établi.
- Playoffs :

Les équipes classées 1 et 4, 2 et 3 se rencontrent en demi-finale. Les vainqueurs disputent la finale, les demi-finales et la finale se disputent en simple Aller-Retour.
Le vainqueur de la finale est déclaré Champion de France de Division 2 et monte en Division 1.
Le deuxième dispute un barrage avec le 5e de la Division 1.
- Play-down :

L’équipe classée 8e est rétrogradée en Division 3, l’équipe classée 7e dispute un barrage avec l’équipe classée deuxième de Division 3.

### Équipes
Poule Nord
- Les Castors d'Asnières
- Les Lions de Belfort
- L'Athlétic de Boulogne
- Les Albatros de Brest
- Les Élans de Champigny
- Les Docks du Havre
- Les Comètes de Meudon
- Les Phénix de Reims

Poule Sud
- Les Éléphants de Chambéry
- Les Dogs de Cholet
- Les Aigles de La Roche-sur-Yon
- Les Lions de Lyon
- L'Avalanche du Mont-Blanc
- Les Corsaires de Nantes
- Les Aigles de Nice
- Les Bélougas de Toulouse

### Classement de la première phase
Poule Nord
1. Reims
2. Belfort
3. Le Havre
4. Brest
5. Asnières
6. Champigny
7. Meudon
8. ACBB Boulogne

Poule Sud
1. La Roche sur Yon
2. Nantes
3. Toulouse
4. Nice
5. Lyon
6. Cholet
7. Mont-Blanc II
8. Chambéry

### Séries éliminatoires
Les séries se jouent en formule championnat suivie de demi-finales puis d'une finale.

#### Classement desplay-down
| # | Club                      | Points |
| - | ------------------------- | ------ |
| 1 | Les Lions de Lyon         | 27     |
| 2 | L'Avalanche du Mont-Blanc | 22     |
| 3 | Les Éléphants de Chambéry | 16     |
| 4 | Les Dogs de Cholet        | 16     |
| 5 | Les Castors d'Asnières    | 14     |
| 6 | Les Élans de Champigny    | 7      |
| 7 | L'Athlétic de Boulogne    | 6      |
| 8 | Les Comètes de Meudon     | 6      |

Le Meudon Hockey Club est relégué en division 3.

#### Séries éliminatoires
|  | demi-finale      | demi-finale |          |   | finale | finale |
|  | demi-finale      | demi-finale |          |   | finale | finale |
|  |                  |             |          |   |        |        |
|  |                  |             |          |   |        |        |
|  |                  |             |          |   |        |        |
|  | Belfort          | 4           |          |   |        |        |
|  | Belfort          | 4           |          |   |        |        |
|  | La Roche sur yon | 4           |          |   |        |        |
|  | La Roche sur yon | 4           | Belfort  | 4 |        |        |
|  |                  |             | Belfort  | 4 |        |        |
|  |                  | Brest       | 3        |   |        |        |
|  | Brest            | Brest       | 3        | 9 |        |        |
|  | Brest            |             |          | 9 |        |        |
|  | Reims            | 4           |          |   |        |        |
|  | Reims            | 4           | 3e place |   |        |        |
|  |                  |             |          |   |        |        |
|  |                  |             |          |   |        |        |
|  |                  |             |          |   |        |        |
|  | Brest            |             |          |   |        |        |
|  |                  |             |          |   |        |        |
|  |                  |             |          |   |        |        |
|  |                  |             |          |   |        |        |

#### Classement desplay-offs
| # | Club                           | Points |
| - | ------------------------------ | ------ |
| 1 | Les Lions de Belfort           | 22     |
| 2 | Les Phénix de Reims            | 18     |
| 3 | Les Albatros de Brest          | 18     |
| 4 | Les Aigles de La Roche-sur-Yon | 15     |
| 5 | Les Corsaires de Nantes        | 10     |
| 6 | Les Docks du Havre             | 8*     |
| 7 | Les Bélougas de Toulouse       | 6      |
| 8 | Les Aigles de Nice             | 6      |

- : Le Havre s'est vu retirer le bénéfice de 3 victoires ainsi que 3 points de pénalité pour avoir inscrit sur la feuille de match un joueur non qualifié (Communiqué de la FFHG).

#### Demi-finales
| Date       | Match                        |
| ---------- | ---------------------------- |
| 17/03/2007 | La Roche-sur-Yon 4-4 Belfort |
| 24/03/2007 | Belfort 3-2 La Roche-sur-Yon |

| Date       | Match           |
| ---------- | --------------- |
| 17/03/2007 | Brest 9-4 Reims |
| 24/03/2007 | Reims 3-2 Brest |

#### Finale
| Date       | Match             |
| ---------- | ----------------- |
| 31/03/2007 | Brest 5-5 Belfort |
| 07/04/2007 | Belfort 4-3 Brest |

Les Lions de Belfort sont champions de France de Division 2 et sont promus en Division 1. Les Albatros de Brest sont qualifiés pour un match barrage d'accession en Division 1.

### Barrage d'accession en division 1
| Date       | Match             |
| ---------- | ----------------- |
| 14/04/2007 | Brest 4-7 Limoges |
| 21/04/2007 | Limoges 7-6 Brest |

Les Taureaux de Feu de Limoges se maintiennent en Division 1 pour la saison 2007/2008.

## Division 3

### Formule de la saison
- Première phase :

Les 34 équipes sont séparés en 6 poules géographiques (Ouest, Île-de-France Centre, Île-de-France Nord, Est, Alpes et Sud) et se rencontrent en match aller-retour. Une victoire rapporte 2 points, un match nul 1 point et une défaite 0 point (pas de prolongation).
Un classement est établi dans chaque poule : les équipes classées aux trois premières places de chaque poule constituent une nouvelle poule dite « Division 3 - Play Off », les équipes classées au-delà de la troisième place de chaque poule constituent une nouvelle poule dite « Division 3 - Play Down ».
- Seconde phase :

Au sein des poules Play Off et Play Down, les équipes se rencontrent en aller-retour (formule championnat). Un classement de 1 à 6 est établi.
- Playoffs :

Les équipes ayant terminé premières des 3 poules de seconde phase ainsi que le meilleur second se rencontrent au cours d'un "Final Four". Le premier est promu en Division 2, le second dispute un barrage d'accession face au 7e des Play Down de Division 2.
- Play-down :

Pas de relégation puisque la Division 3 est la dernière division dans la hiérarchie du hockey sur glace français.

### Clubs engagés
POULE OUEST
- Les Ducs d'Angers II
- Les Drakkars de Caen II
- Les Vikings de Cherbourg
- Les Renards du Mans
- Les Dragons de Poitiers
- Les Cormorans de Rennes

POULE ÎLE-DE-FRANCE CENTRE
- Argenteuil
- Les Coqs de Courbevoie II
- Les Peaux-Rouges d'Évry
- Les Renards d'Orléans
- Les Français volants de Paris
- Les Diables noirs de Tours II

POULE ÎLE-DE-FRANCE NORD
- Chalons-en-Champagne
- Les Lions de Compiègne
- Entente Garges-lès-Gonnesse II & Deuil-la-Barre
- Les Bisons de Neuilly-sur-Marne II
- Saint-Ouen
- Les Lions de Wasquehal

POULE EST
- Colmar
- Les Dauphins d'Épinal II
- Le Tornado de Luxembourg
- Les Scorpions de Mulhouse
- L'Étoile noire de Strasbourg II

POULE ALPES
- Les Yétis de l'Alpe d'Huez
- Les Sangliers Arvernes de Clermont-Ferrand
- Les Pingouins de Morzine-Avoriaz II
- Les Renards de Roanne
- Les Bouquetins de Val Vanoise

POULE SUD
- Les Hiboux d'Aubagne
- Les Castors d'Avignon II
- Les Aigles des Pyrénées de Font-Romeu
- Les Vipers de Montpellier II
- Les Boucaniers de Toulon
- Les Bélougas de Toulouse II

### Classement de la Première Phase
Poule Ouest
1. Caen II
2. Cherbourg
3. Poitiers
4. Rennes
5. Angers II
6. Le Mans

Poule Île-de-France Centre
1. Évry
2. Français Volants
3. Orléans
4. Tours II
5. Courbevoie II
6. Argenteuil

Poule Ile-de-France Nord
1. Neuilly-sur-Marne II
2. Wasquehal
3. Deuil-Garges
4. Compiègne
5. Chalons-en-Champagne
6. Saint-Ouen

Poule Est
1. Mulhouse
2. Épinal II
3. Strasbourg II
4. Colmar
5. Luxembourg

Poule Alpes
1. Clermont-Ferrand
2. Morzine-Avoriaz II
3. Roanne
4. Val Vanoise
5. L'Alpe d'Huez

Poule Sud
1. Font-Romeu
2. Toulon
3. Toulouse II
4. Montpellier II
5. Aubagne
6. Avignon II

### Classement de la Seconde Phase: Play Down
Groupe J
1. Angers II
2. Rennes
3. Tours II
4. Le Mans

Groupe K
1. Compiègne
2. Luxembourg
3. Chalons-en-Champagne
4. Colmar

Groupe L
1. Montpellier II
2. Val Vanoise
3. Avignon II
4. L'Alpe d'Huez

### Classement de la Seconde Phase: Play Off
Poule G
1. Caen II
2. Cherbourg
3. Français Volants
4. Evry
5. Poitiers
6. Orléans

Poule H
1. Mulhouse
2. Neuilly-sur-Marne II
3. Wasquehal
4. Strasbourg II
5. Epinal
6. Garges II/Deuil

Poule I
1. Clermont-Ferrand
2. Font-Romeu
3. Toulon
4. Toulouse II
5. Roanne
6. Morzine-Avoriaz II

### Carré final
Le Bureau Directeur de la FFHG a attribué au club de Clermont-Ferrand l’organisation du tournoi final de la division 3 qui se disputera les 6, 7 et 8 avril prochain.
Le Comité directeur a entériné le fait que les deux équipes classées aux deux premières places du Carré final D3 accèderont directement en D2 la saison prochaine, sous réserve bien sûr de satisfaire aux exigences fédérales en matière d’engagement en championnat. 
La procédure de barrage initialement inscrite au règlement AS est supprimée et remplacée par la montée directe du second de D3 du fait du passage de la D2 à 20 clubs (dont 3 descentes de D1) la saison prochaine.

#### Équipes participantes
- Les Drakkars de Caen II
- Les Sangliers Arvernes de Clermont-Ferrand
- Les Scorpions de Mulhouse
- Les Aigles des Pyrénées de Font-Romeu

#### Calendrier
| Date       | Match                  |
| ---------- | ---------------------- |
| 06/04/2007 | Caen II 6-5 Font-Romeu |
| 06/04/2007 | Mulhouse 5-7 Clermont  |

| Date       | Match                                        |
| ---------- | -------------------------------------------- |
| 07/04/2007 | Mulhouse 6-7 Font-Romeu (après prolongation) |
| 07/04/2007 | Caen II 3-5 Clermont                         |

| Date       | Match                                     |
| ---------- | ----------------------------------------- |
| 06/04/2007 | Clermont 3-6 Font-Romeu                   |
| 06/04/2007 | Caen II 4-3 Mulhouse (après prolongation) |

#### Classement
| # | Club                                       | Points | Diff. |
| - | ------------------------------------------ | ------ | ----- |
| 1 | Les Aigles des Pyrénées de Font-Romeu      | 4      | 2     |
| 2 | Les Sangliers Arvernes de Clermont-Ferrand | 4      | 1     |
| 3 | Les Drakkars de Caen II                    | 4      | 0     |
| 4 | Les Scorpions de Mulhouse                  | 0      | -4    |

Font-Romeu, Caen II et Clermont terminent à égalité de points. La règle de la différence de buts particulière puis générale est appliquée pour déterminer le classement final.
Les Aigles des Pyrénées de Font-Romeu sont Champions de France de Division 3 et sont promus en Division 2 tout comme Les Sangliers Arvernes de Clermont-Ferrand.

#### Meilleurs pointeurs
Nota: PJ = parties jouées, B = buts, A = assistances, Pts = points, Pun = Minutes de pénalité

| # | Joueur           | Équipe     | PJ | B | A | Pts | Pun |
| - | ---------------- | ---------- | -- | - | - | --- | --- |
| 1 | Tomáš Kukucka    | Font Romeu | 3  | 4 | 7 | 11  | 2   |
| 2 | Tomáš Tomášik    | Font Romeu | 3  | 7 | 3 | 10  | 0   |
| 3 | Vincent Bringuet | Mulhouse   | 3  | 4 | 6 | 10  | 2   |
| 4 | Romain Pierrel   | Mulhouse   | 3  | 3 | 7 | 10  | 18  |
| 5 | Norbert Vigh     | Font Romeu | 3  | 2 | 7 | 9   | 0   |